# Кінське прізвище
«Кінське прізвище» (рос. Лошадиная фамилия) — розповідь А. П. Чехова. Вперше опублікована в № 183 «Петербурзької газети», 7 липня 1885 р., в розділі «Летючі нотатки» з підзаголовком: «Сценка».
Оповідання написане у формі розповіді-анекдоту (відсутні описи та міркування, діалоги відіграють ключову роль).

## Сюжет
Коли у відставного генерал-майора Булдєєва розболівся зуб, то прикажчик Іван Овсійович порадив йому звернутися до знахаря, що вміє заговорювати такий біль (у тому числі заочно, по телеграфу). Однак прізвище цього знахаря-чарівника прикажчик забув, він пам'ятав тільки, що воно «ніби як би коняче». Родина генерала стала перебирати прізвища на кшталт Копитін, Тройкін, Уздєчкін, Гнєдов, Меринов тощо. Лише коли приїжджає лікар, щоб видалити хворий зуб, від'їжджаючи назад і заговоривши з прикажчиком про корм для свого коня, доктор натякає цим прикажчику згадати це «коняче прізвище» — Овсов.

## Походження сюжету
Е. К. Сахарова (Маркова), знайома Чехова з 1884 р., згадувала, що читала чорновий варіант оповідання, де прізвище було «пташиним»: «„Таке звичайне собі прізвище, так і крутиться на язиці, ах ти господи, ну птиця ще така, пташине прізвище!“ Його співрозмовник починає перераховувати всіх птахів: „Соколов, Воробйов, Пєтухов, Синіцин, Чижов…“ — „ні, Ні, не те, не те!“ — і нарешті згадує: „Вербицький, Вербицький, насилу згадав“. — „Дозвольте, але ж ви говорили — прізвище пташине!?“ — „Ну так, звичайно, адже птах сідає на вербу“». Цього сюжету відповідає сюжет № 2081 з «покажчика казкових сюжетів» Н. П. Андрєєва. Анекдот українською мовою з даними сюжетом (про птицю і вербу) наводиться і в томі № 3 «Казок Афанасьєва».
Письменник В. Р. Богораз (відомий також під псевдонімом Н. А. Тан) згадував іншу історію, можливо ту, що послужила ще одним прототипом розповіді: «„Кінське прізвище“ — теж таганрозький анекдот, хоча і змінений. У таганрозькому окрузі були два обивателі, досить заможних і впливових, Жеребцов і Кобилін. Їм якось трапилося заїхати одночасно в один і той самий готель, і їх записали на дошку поруч особливо великими літерами. Я пам'ятаю, над цим сміялися всі в Таганрозі».

## Крилатий вислів і психічний феномен
Назва оповідання стало крилатою фразою, вживаною, коли щось, на кшталт імені, прізвища, назви тощо «крутиться на язиці», але згадати не виходить.
Дане явище описане британським психологом Вільямом Джеймсом під назвою «на кінчику язика» (англ. tip of the tongue). Один з дослідників феномену, Беннет Шварц, ілюструє це явище на прикладі цього оповідання Чехова. Співробітник Харківського університету П. М. Гопич побудував нейромережеву модель і проаналізував описаний в оповіданні випадок з психолінгвістичної точки зору.

## Варіанти
Первинний, газетний варіант, відрізнявся від більш пізнього, який Чехов підготував для зібрання творів. Він прибрав з реплік прикажчика просторіччя (наприклад: «бывалыча» → «бывало», «сичас» → «сейчас», «кажнинная» → «каждая»…), додав кілька нових різновидів «кінського» прізвища, скоротивши при цьому епізод з пошуками прізвища від слова «стайня» і викинув з тексту варіант «Лошадінчіков», придуманий гувернанткою.

## Переклади
За життя автора оповідання було перекладено на англійську, польську, сербськохорватську і чеську мови.